# Скоушабенк-Седдлдоум
 «Скоушабенк-Седдлдоум»  (англ. Scotiabank Saddledome) — спортивний комплекс у Калгарі, Альберта, відкритий у 1983 р. Місце проведення міжнародних змагань з кількох видів спорту і домашня арена для команди Калгарі Флеймс, НХЛ.